# Rio Schwarza
Schwarza é um rio localizado na Turíngia, Alemanha, afluente do rio Saale. 